# Ahmed El-Gendy
Ahmed El-Gendy (ur. 28 lutego/1 marca 2000 w Kairze) – egipski pięcioboista nowoczesny, srebrny medalista olimpijski z Tokio i złoty z Paryża.

## Życiorys
Urodził się 28 lutego lub wg innych źródeł 1 marca 2000 roku w Kairze, stolicy Egiptu. Był chorążym reprezentacji Egiptu na Letnich Igrzyskach Olimpijskich Młodzieży 2018 w Buenos Aires, na tej imprezie zdobył też złoty medal.
W 2021 roku reprezentował Egipt na Letnich Igrzyskach Olimpijskich 2020, gdzie w rywalizacji mężczyzn w pięcioboju nowoczesnym z wynikiem 1477 punktów zajął drugie miejsce (lepszy był jedynie Joe Choong).
11 marca 2024 roku wygrał zawody pucharu świata w Kairze.